# Nahrīn
Nahrīn es una ciudad de Afganistán y del distrito de su nombre.
Pertenece a la provincia de Baglán. 
Su población es de 24.704 habitantes (2007). 